# El solter
El solter (títol original: The Bachelor) és una pel·lícula estatunidenca dirigida per Gary Sinyor estrenada el 1999. Ha estat doblada al català. Aquest film ha estat fortament inspirat pel film dirigit l'any 1925 per Buster Keaton: Seven Chances

## Argument
Jimmie Shannon és un jove solter que aprofita la vida com un Mustang salvatge que corre pel prat. Coneix Anne i després de tres anys marcats de cites romàntiques, Jimmie decideix convidar-la al restaurant per demanar-li la seva mà. Però aquesta petició de matrimoni l'angoixa i li sembla més com la pèrdua d'una certa llibertat. La tarda queda així amargada per la seva malaptesa sense en el la petició. Poc temps després, l'avi de Jimmie mor llegant-li la seva impressionant fortuna. Però hi ha una condició en aquesta herència: ha de casar-se abans el seu trentè aniversari... que és l'endemà! Anne ha pres les seves distàncies, Jimmie decideix a desgrat buscar una altra promesa, sense èxit. El seu millor amic posa un anunci al diari! Té lloc llavors una escena surrealista en la qual Jimmie és perseguit per centenars de noies vestides de núvia.

## Repartiment
- Chris O'Donnell: Jimmie Shannon
- Renée Zellweger: Anne Arden
- Marley Shelton: Natalie Arden
- Hal Holbrook: Roy O'Dell
- Edward Asner: Sid Gluckman
- James Cromwell: El sacerdot
- Brooke Shields: Buckley Hale-Windsor
- Artie Lange: Marco
- Jennifer Esposito: Daphne
- Peter Ustinov: l'Avi
- Katharine Towne: Monique
- Mariah Carey: Ilana
- Stacy Edwards: Zoe
- Sarah Silverman: Carolyn

En aquest film, la cantant Mariah Carey fa una aparició fent el paper d'una cantant d'òpera.

## Rebuda
- "Rancia i tópica comèdia, plena d'imatges buides"[3]
- "Comedieta tonta i plana"[4]